# North Brookfield
North Brookfield és una població dels Estats Units a l'estat de Massachusetts. Segons el cens del 2000 tenia 4.683 habitants.

## Demografia
Segons el cens del 2000, North Brookfield tenia 4.683 habitants, 1.811 habitatges, i 1.235 famílies. La densitat de població era de 85,9 habitants/km².
Dels 1.811 habitatges en un 33,3% hi vivien nens de menys de 18 anys, en un 53,5% hi vivien parelles casades, en un 10,8% dones solteres, i en un 31,8% no eren unitats familiars. En el 25,8% dels habitatges hi vivien persones soles l'11,4% de les quals corresponia a persones de 65 anys o més que vivien soles. El nombre mitjà de persones vivint en cada habitatge era de 2,55 i el nombre mitjà de persones que vivien en cada família era de 3,09.
Per edats la població es repartia de la següent manera: un 27,2% tenia menys de 18 anys, un 7% entre 18 i 24, un 29,4% entre 25 i 44, un 23,4% de 45 a 60 i un 12,9% 65 anys o més.
L'edat mediana era de 37 anys. Per cada 100 dones de 18 o més anys hi havia 92,9 homes.
La renda mediana per habitatge era de 44.286 $ i la renda mediana per família de 51.750$. Els homes tenien una renda mediana de 37.647 $ mentre que les dones 30.324$. La renda per capita de la població era de 20.205$. Entorn del 4,1% de les famílies i el 5,5% de la població estaven per davall del llindar de pobresa.